# لاندا عقاب
لاندا عقاب یک ستاره است که در صورت فلکی عقاب قرار دارد.